# Parc de Studley Royal
Le parc de Studley Royal (en anglais : Studley Royal Park), est un parc contenant les ruines de l'abbaye de Fountains dans le Yorkshire du Nord, en Angleterre. Il s'agit d'un site du patrimoine mondial. On y trouve aussi la maison de Fountains Hall.